# Abelardo Bretón Matheu
Abelardo Bretón Matheu (Madrid, 14 de maig de 1887 - [...?]) fou un compositor espanyol.
Fou alumne del seu pare Tomás i del Conservatori de la seva vila natal, seguint, a més, els estudis de batxillerat en l'Institut del Cardenal Cisneros. El 1918 aconseguí, per oposició, la plaça de professor numerari del Conservatori de Madrid, que el 1930 encara desenvolupava.
Com a compositor va cultivar preferentment el gènere simfònic, havent produït una sèrie d'obres molt apreciables, entre les quals cal mencionar:
- un Scherzo, obra per a gran orquestra;
- Cuadros montañeses, suite en quatre temps per a orquestra, premiada en un concurs internacional celebrata a València;
- Baile de muñecas, obra orquestral, premiada pel Circulo de Bellas Artes de Madrid;
- Los ojos verdes, poema simfònic, premiat en concurs nacional amb 4.000 pesetes;
- Fantasia gitana, també per a gran orquestra, havent estat executades algunes d'aquestes composicions per l'Orquestra Simfònica i Filharmònica de Madrid;

Se li deu a més, Serenata española, per a violí i piano; Vals romántico, per a violí i piano; nombroses cançons, ballables i obres per a piano, així com uns Ejercicios de armonía i Solfeos melódicos.